# Burgschleinitz-Kühnring
Burgschleinitz-Kühnring est une commune autrichienne du district de Horn en Basse-Autriche.

## Culture locale et patrimoine

### Lieux et monuments
- Chapelle Sainte-Barbe de Zogelsdorf